# The Terminator: Future Shock
The Terminator: Future Shock — компьютерная игра в жанре шутера от первого лица, основанная на вымышленной вселенной «Терминатор». Игра была выпущена Bethesda Softworks в 1995 году и стала одной из первых игр в жанре шутер от первого лица, которая использовала полностью текстурированную трёхмерную среду, а также полигональных моделей для врагов. Так же новаторской идеей стало использование мыши для обзора от первого лица.

## Игровой процесс
В Future Shock используется вид от первого лица. Каждый уровень в игре требует от игрока решения нескольких задач перед переходом на следующий уровень. Игрок сражается с вражескими роботами, используя широкий арсенал оружия и гранат. Другим препятствием для игрока является зараженная радиацией местность. Локации могут пересекаться тремя способами: пешком, на джипе с установленной пушкой или воздушном штурмовике Hunter-Killer (воздушный боевой робот).
В Future Shock нет возможности многопользовательской игры. Она была добавлена лишь в продолжении — The Terminator: SkyNET, в котором так же появился режим deathmatch.

## Сюжет
В The Terminator: Future Shock история начинается в 2015 году с побега главного героя из лагеря смерти. Персонаж знакомится с Джоном Коннором, лидером Сопротивления, и молодым Кайлом Ризом. После завершения нескольких миссий для Сопротивления, их штаб атакуют терминаторы модели T-800. Помогая Коннору и остальному руководству в перемещении в новый штаб, главный герой начинает встречать противников из «ниоткуда». Вскоре выясняется, что Скайнет усовершенствовал временное перемещение, и его версия из будущего активно манипулирует временем, размещая свои силы в ключевых стратегических местах, пытаясь помешать успешным маневрам Сопротивления. Сопротивление узнает, что Скайнет использует перемещение во времени для передачи информации самой себе в 1995 году в попытке увеличить скорость, с которой она станет разумной. В конечном итоге главный герой отправляется на миссию, чтобы остановить этот процесс, но он должен спешить, поскольку штаб Сопротивления осаждается, а сам Кайл Риз и Коннор серьёзно ранены.
Вопреки временному графику, указанному в фильме Терминатор 2, Future Shock изображает 1995 год как начало ядерной войны, а не 1997. На протяжении всей игры игрок окружен постапокалиптической средой.

## Критика
| Иноязычные издания      | Иноязычные издания |
| Издание                 | Оценка             |
| ----------------------- | ------------------ |
| GameSpot                | 8,4/10             |
| Computer Games Magazine | [ 2 ]              |

Обозреватель GameSpot отметил хорошую продуманность игр, отдельно выделив возможность попасть в любое здание в поисках полезных предметов, отличную графику, музыку и звуковые эффекты.
Критик из Computer Games Magazine, похвалив игру за музыку и звук, сравнил её с Doom, но «с изменениями, делающими игру уникальной».